# Rudbeckia glaucescens
Rudbeckia glaucescens là một loài thực vật có hoa trong họ Cúc. Loài này được Eastw. miêu tả khoa học đầu tiên năm 1937.